# Jemasz-Pawłowo
Jemasz-Pawłowo (ros. Емаш-Павлово) – wieś (dieriewnia) w Rosji, w Kraju Permskim, w rejonie czernuszyńskim. W 2010 liczyła 307 mieszkańców.